# 卡罗尔烟草

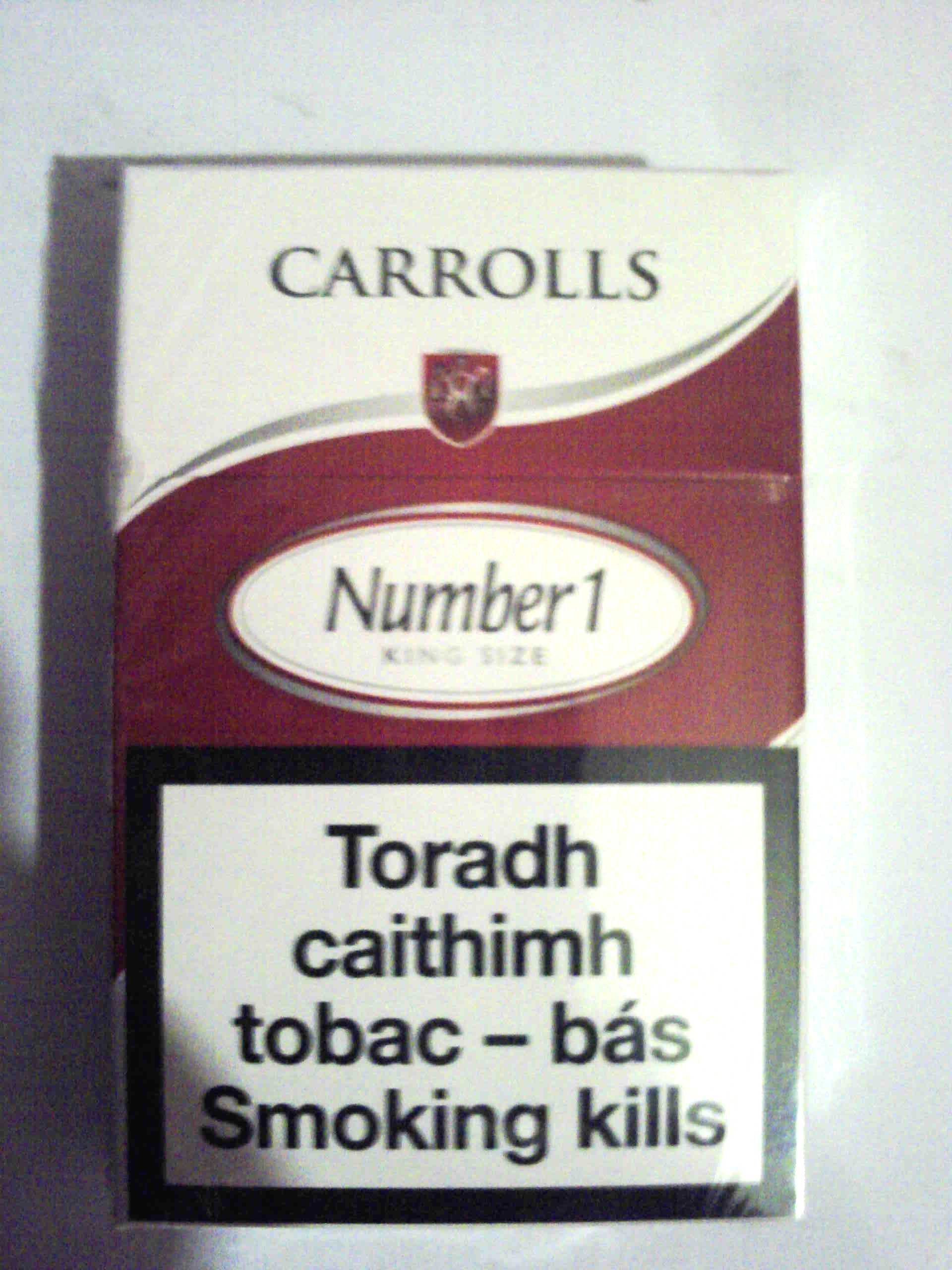
20支裝的Carroll's Number One

卡罗尔烟草公司（英语：Carroll's）是爱尔兰的烟草制造商，始创于1824年，现属于英美烟草旗下的公司。其位於愛爾蘭北部城市鄧多克的工廠，曾經是該區最大的雇主。

## 品牌
- Carroll's Number One
- Major
- Sweet Afton